# Flare-Up Sal
 Flare-Up Sal er en amerikansk stumfilm fra 1918 af Roy William Neill.

## Medvirkende
- Dorothy Dalton som Flare-Up Sal
- Thurston Hall
- William Conklin som Dandy Dave Hammond
- J. P. Lockney som Tin Cup Casey
- Milton Ross som Lige Higbee